# Glykogensynthasen

Dextrinkette, die durch Glykogen-Synthase verlängert wird

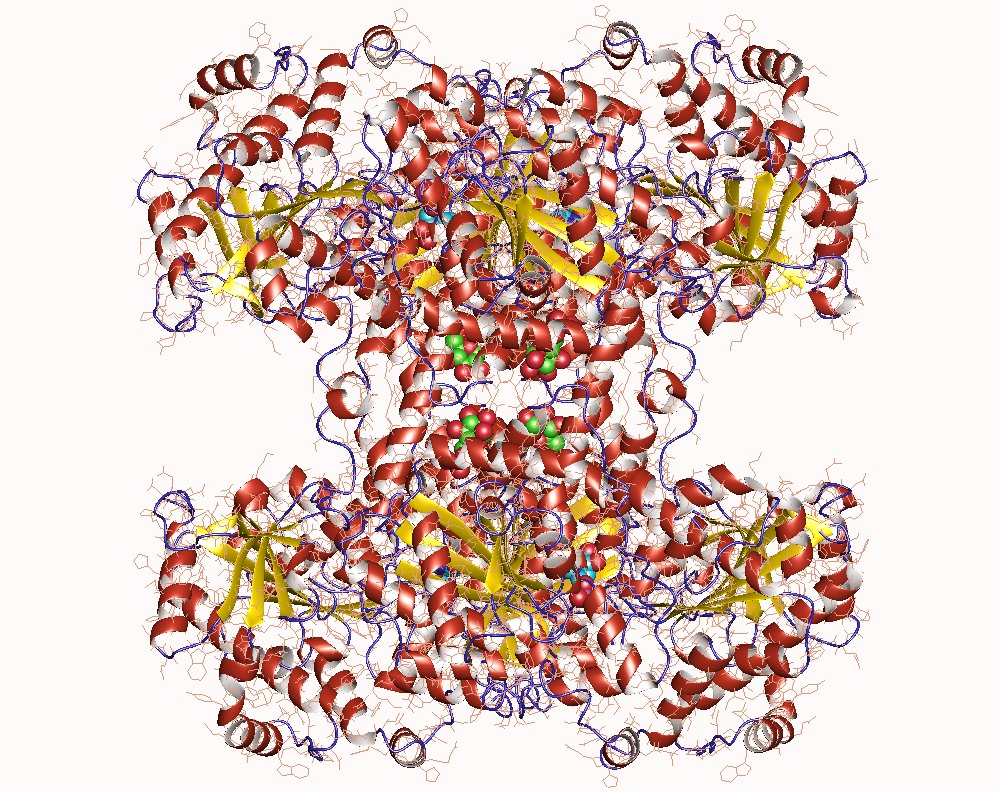
Glykogensynthasen homotetramer, Saccharomyces cerevisiae

Glykogensynthasen oder Stärkesynthasen sind diejenigen Enzyme, die Dextrinketten durch Anhängen eines weiteren Glucose-Moleküls verlängern. Dies ist der vorletzte Schritt in der Synthese von Glykogen und Stärke und daher unentbehrlich für alle Lebewesen, die diese Reservestoffe erzeugen.
Drei verschiedene Typen der Glykogensynthasen sind bekannt: die bakterielle und pflanzliche ADP-Glykogensynthase (EC 2.4.1.21), die pflanzliche   körnchengebundene Stärkesynthase (EC 2.4.1.242) und die tierische UDP-Glykogensynthase (EC 2.4.1.11).